# Głębiczek (dopływ Kopydła)
Głębiczek (czasem w formie Głębieczek) – krótki, bystry potok w Beskidzie Śląskim, w dorzeczu Wisły. Długość ok. 3 km, średni spadek ok. 8,3%. Płynie w całości na terenie Wisły.
Określenie w Glembczah pojawia się w miejscowych dokumentach już w 1751 r., zaś Glembietz Bach (potok Głębiec) – w 1836 r. Nazwa związana z pojęciami głąb, głębia, oznacza 'wodę o głębokim nurcie’.
Źródło na wysokości ok. 750 m n.p.m. tuż pod północnym skłonem przełęczy Kubalonka, jednak znaczną część wód dostarczają drobne cieki spływające z wysokości do 800 m n.p.m. z zachodnich zboczy góry Kubalonka.
Spływa początkowo głęboką, wąską i zalesioną doliną w kierunku północno-zachodnim. Dolina ta z czasem rozszerza się i wypełniają ją pierwsze zabudowania Głębiec. Potok przyjmuje z obu stron kilka drobnych dopływów, po czym skręca ku zachodowi. W Głębcach, koło szkoły, na wysokości ok. 510 m n.p.m. łączy się z potokiem Łabajów, tworząc potok Kopydło.
Doliną dolnego i środkowego biegu potoku biegnie szosa z Wisły przez przełęcz Kubalonka do Istebnej, która na wysokości ok. 630 m n.p.m. odbija na stok Głębca. Lewym brzegiem górnego toku biegnie stara droga gruntowa na Kubalonkę, którą wiedzie zielony szlak turystyczny ze stacji kolejowej w Głębcach na przełęcz Kubalonka.